# Аист на крыше
Аист на крыше (на български: Щъркел на покрива) е песен, написана и изпълнявана на руски език. Песента има антивоенна актуалност.
Песента „Щъркел на покрива“ е представена за първи път в албума на руския композитор Давид Тухманов „Военни песни“ през 1985 г. Автор на текста е Анатолий Поперечни. Първоначално за изпълнител е определена Людмила Сенчина, но тази песен намира своето място в историята си с изпълнението на София Ротару.
Мотивите на песента произхождат от реалния живот и от детството на поета, което той прекарва в град Николаев. На покрива на къщата му щъркелите наистина имат свое гнездо. Писана през 1985 г., десетилетия по-късно композицията се превръща в своеобразен призив за мир.
Изпълнители: Людмила Сенчина, София Ротару, Олга Пирагс, Олга Королкова, Елена Ваенга, Фиджетс, детски хор „Мирас“ от Уфа.

## В България
Анна Иванова от Студия по изкуствата „Белканто“, Ямбол изпълнява песента на VI национален фестивал на руската поезия, песен танц „Пусть всегда будет солнце“ (2019). Фестивалът се организира от Национално движение „Русофили“ и Министерство на образованието и науката на България.

## Обществен отзвук в Русия

### Творчески проект „Аист на крыше, мир на земле“
Мото на проекта е фразата на автора на текста на песента Анатолий Поперечни: „Аист на крыше, счастье под крышей, мир на земле“. Общественият проект „Аист на крыше“ е част от раздел „Обществени услуги“. Организацията се намира в Красногвардейски район на адрес: Русия, Санкт Петербург. Основната цел на проекта „Аист на крыше“ е разработването на цялостна демографска политика на Руската федерация за дългосрочен период (30 години).

### Изложба „Аист на крыше“
На 14 май 2015 г. в Държавния дарвинов музей в град Москва, се открива изложбата „Аист на крыше“, по повод на 70-годишнината от Деня на победата. Мотото на изложбата е: „Аист на крыше, счастье под крышей, мир на земле“, с препратка към името на автора на музиката на песента Давид Тухманов.

## Издания
- Сенчина, Людмила. Аист На Крыше.   USSR, Мелодия, 1986. с. B 2, Vinyl, 7", 33 ⅓ RPM.
- Rotaru, Sofia. Lavanda.   Всесоюзная Студия Грамзаписи, 1987. с. track 9, 3:21.
- Ваенга, Елена. Песни военных лет.   United Music Group, 2016. с. DA, track 16.